# Загор'є-об-Сави
Загорє-об-Саві (словен. Zagorje ob Savi) — місто в общині Загорє-об-Саві, Засавський регіон, Словенія. Висота над рівнем моря: 224 м.